# مهند رجب الدابي
مهند رجب الأمين الدابي، كاتب وروائي سوداني، له عدد من الأعمال الأدبية المطبوعة التي أثارت جدلاً كبيراً وخصوصاً رواية «أطياف هنري ويلكوم» الرواية التي كشفت عن الرجل الذي أستخدم الأطفال في السودان كفئران للتجارب وفضحت عدد من جنرالات الحرب البريطانية في السودان خلال مرحلة الاستعمار.

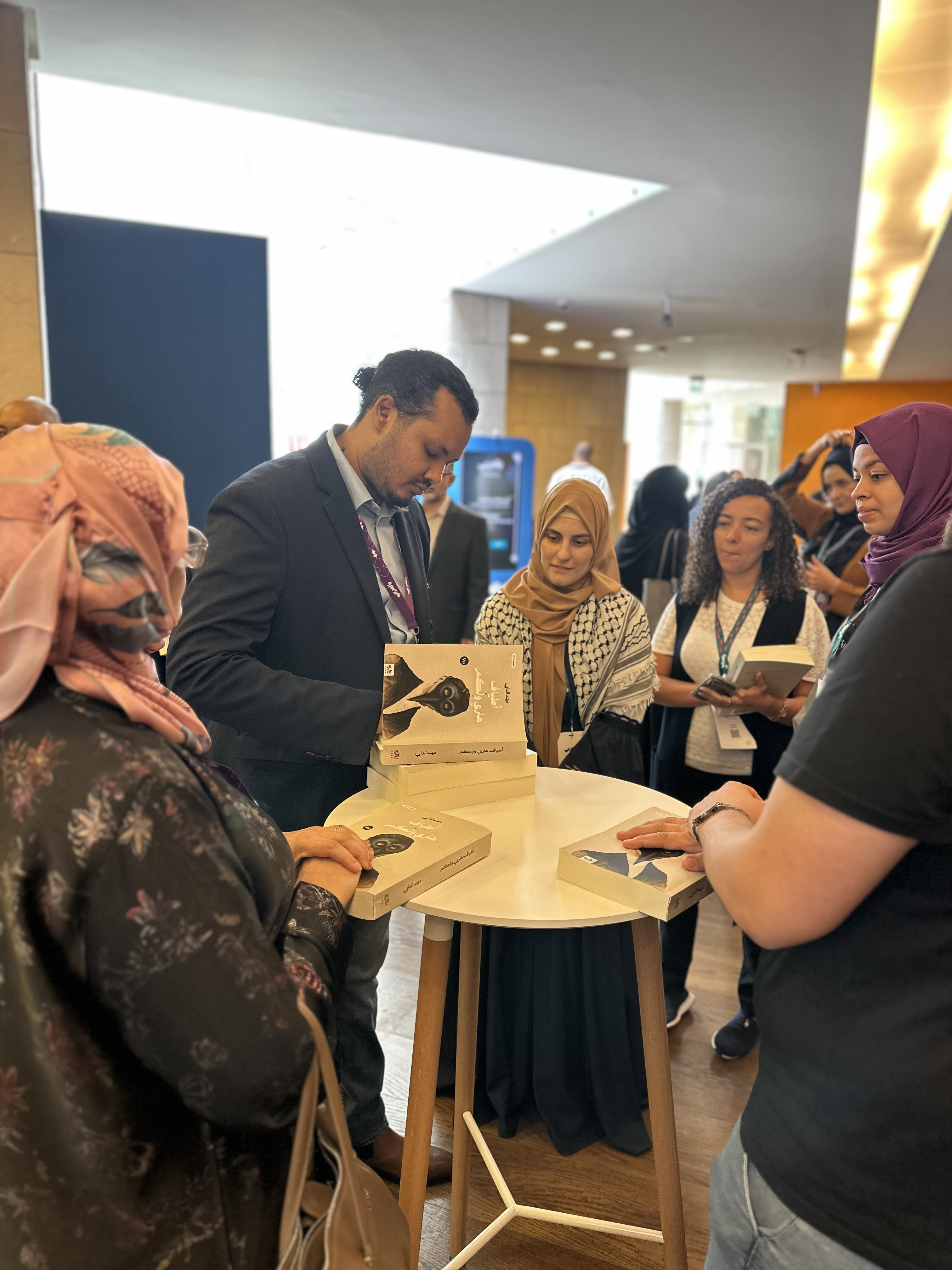
الروائي مهند رجب الدابي وهو يوقع احد كتبه للمعجبين في العاصمة الدوحة

## نشأته ودراسته
ولد مهند بمدينة القضارف شرق السودان في 8 أكتوبر 1985، ودرس بالمدرسة الأميرية بالقضارف، ثم سنار الثانوية، ثم بكلية علوم التقانة إدارة الأعمال ثم تقنية المعلومات. شغل منصب رئيس لجنة تحكيم مسابقة جامعة الخرطوم للقصة القصيرة 2015. كما كان مديراً للملف الثقافي بصحيفة التيّار السودانية «ملف أرخبيل الثقافي» شارك في العديد من الندوات والفعاليات على مستوى السودان والوطن العربي.
عمل رئيساً لقسم تقنية المعلومات بالشرق الأوسط للبترول MEPSCO.

## إنجازاته
عُرف مهند بكتابة القصة القصيرة ومن ثم اتجه لكتابة الروايات، ويُعرف عنه اسلوبه المُتفرد في الكتابة وطريقة عمله التي تقوم على الاستقصاء.
- فاز بالجائزة الأولى في مسابقة الطيب صالح /مركز عبد الكريم ميرغني" للقصة القصيرة 2014 عن قصته "ظِل".[1]
- كما فازت روايته «وقائع جبل مويا» بجائزة جائزة الطيب صالح للإبداع الروائي "عن شركة زين" 2019م ورفض استلام الجائزة.[2]

## إصداراته
1. رواية «سَحَرة الضفاف» (2014)[3]
2. رواية "هوج النيازك” 2016.[4]
3. رواية «أطياف هنري ولكم» 2018م[5]
4. رواية «وقائع جبل مويا» 2020م
5. «كم رئة للساحل» كتابات مشتركة مع قاسم حداد وجوخة الحارثي وأحمد العلي وبثينة العيسى وحجي جابر وعبد الوهاب عيساوي

كما شارك في جائزة كتارا للإبداع الروائي، وشارك في ندوة الجائزة العالمية للرواية العربية «بوكر» 2017م.

## مشاريع
أسس مهند الدابي مؤسسة نيرفانا الثقافية المُتكاملة، والتي تَهدُف لتشجيع الكتابة وتنظيم مسابقة سنوية في القصة القصيرة، وأكملت خمسة دورات حتى الآن.

## مقابلات صحيفة وتلفزيونية
1. برنامج الوراق عن رواية «أطياف هنري ولكم»[10]
2. حوار مع صحيفة إيلاف (جريدة) اللندنية حول رواية «سحرة الضفاف»[11]
3. مقابلة مع الإعلامية لمياء متوكل «العاشرة بتوقيت القلب»[12]
4. حوار في الشرق الأوسط (جريدة).[13]
5. أنشودة الغاضب